# 篠崎辰也
TATSU（篠崎 辰也、1966年11月9日 - ）は、日本のギタリスト、サウンドデザイナー、音楽プロデューサー。B型。東京都目黒区生まれ。

## 来歴
1983年にわずか16歳で同年のDrのREDと共に結成したハードコアバンドDEAD COPSを経て、1984年にGASTUNKに加入。
1985年2月にDOLL編集長の森脇美貴夫が設立したレーベル“ドグマ”からGASTUNK 1stシングル「DEVIL SEX SHOUT」、同年8月には歴史に残る名作「DEAD SONG」をリリースし、初の全国ツアーを敢行。
1986年にはGASTUNK独自のマイナーレーベル“LOVE RECORD”からいくつかのシングルをリリースし、インディーズ時代に於いての2度目の全国ツアーを行う。
1987年に日本クラウンレコードと契約後、2ndアルバム「UNDER THE SUN」でメジャーシーンヘ。同作は海外でもリリースされた。UNDER THE SUN US盤のジャケットはパスヘッドによるアートワークが話題を呼ぶ。
1988年、3枚目のアルバム「MOTHER」はメタリカのサポートによりLAでのレコーディングが実現した。
また、初の海外でのライヴも彼らのサポートにより、ロングビーチの”CLUB FENDERS”で行われたニュークリア・アソルトのライヴイベントのオープニングアクトを務めた。そして、Hollywoodの老舗CLUBでもある“Whisky a Go Go”のイベントに出演。帰国後全国ツアーを行ったが… 同年12月22日渋谷公会堂のライヴで解散。
GASTUNK解散後から間もない1989年2月には、Voに新人のNIXXを起用し、自らJACKS'N'JOKERを結成。
8月にオリジナルメンバーであるDrの西田竜一(ex.ノヴェラ,アクション)が脱退するもすぐに元REACTIONの梅沢康弘が加入した。さらに11月にRIVAが脱退し、元PRESENCEのRADY(恩田快人)が正式メンバーに迎えられた。
1990年3月に全国ツアーを敢行し、7月15日には自らレーベルACID HEADを立ち上げデビューミニアルバム「SHUFFLE AND DEAL」を発売する。その年の11月21日にファーストシングル「FREEDOM LAND」でBMGビクターよりメジャーデビューを果たした。12月5日に再びLAにて再びプロデューサーにEddie Ashworth を迎え、HollywoodのSUNSET SOUND STUDIOにてレコーディングした1stアルバム「JACKS'N'JOKER」を発売し全国ツアーを行う。
1991年5月に再々度、Eddie Ashworth をプロデューサーとして迎え、Redond BaachのTotal Access studioにて、2ndアルバム「INSIDEOUTLOW」のレコーディングを行う。 1991年7月より松竹系映画「いつかギラギラする日」にバンドとして出演。そこで共演したYUKIとRADYが1992年2月にJUDY AND MARYを結成することになる。
1992年6月に TATSU初のソロアルバム「ROCK LOVE」のレコーディング開始。プロデューサーにGino 秋山を迎え黒人音楽とロックの融合を試みた。ゲストヴォーカルにはジョニー吉長、MORRIE、森重樹一(ZIGGY)、Toshl (X JAPAN)、岡本健一、アマゾンズを迎え強烈なケミストリーが収められた作品となった。そして、9月にROCK LOVE発売記念ライヴをインクスティック鈴江ファクトリーと西麻布のCLUB“YELLOW”にて敢行。
1993年にJACKS'N'JOKER再始動。RADYの後任としてオーディションの末に倉田“MASAKI”雅貴が加入した。そして3rdアルバム製作途中の7月にTATSUの決断によりバンドは解散した。同年11月に沢田泰司(ex.X JAPAN、ex.LOUDNESS)と共にD.T.Rを結成するが、音楽性の違いによって1994年2月に脱退し表舞台を去る。そして、プロデュース業に専念。
1997年にVoに新人のLalaを起用、THE EYESCREAMを結成。Baに倉田“MASAKI”雅貴(ex JACKS'N'JOKER)、Drには岡部(D.T.R)を起用。自らレーベルACID HEADより、ミニアルバム「CLEAM」をリリース後にメンバーチェンジ。東京、大阪の２本のライヴはBaにCOOL JOE(DEAD END)を迎えて行ったが…間も無く活動休止し、再びプロデュース業に専念。
1998年８月、Drに元村(ex.Oblivion Dust)とBaにPaul Raven (Killing Joke,Ministry,Prong,Zilch)とのプロジェクトを結成の為に渡米。帰国後にレコーディングしたが…数々の問題からプロジェクトは実現しなかった。
1999年、1月にGASTUNKは赤坂ブリッツにて10年振り初の再結成。3300人を動員した。そして、ライヴ当日に１週間後に行う新宿ロフトでの追加公演ライヴを発表しSOLD OUT。同年にTHE STAR CLUBと大阪、名古屋、博多の３か所ツアーを敢行。また2000年にはZEPP TOKYOでライヴを行った。
2000年、高崎晃(LOUDNESS)のソロプロジェク“JI-ZO”の東京、大阪、横浜で行われたライヴのサポートギターを務めた。
2002年12月31日、初めて少年時代からの憧れのニューイヤーロックフェスティバルに出演、2003年にはHIRO(カイキゲッショク,湾岸の羊)率いるRAISING SUNのサポートメンバーを務め、RIGING SUNのBAD BOY、RAISING SUNとHIPHOPユニット妄走族とのコラボレーション作品、CLUB ZAURUSなどの楽曲などを手掛ける。
2006年にGASTUNKは新宿ロフト30周年を機にロフト2Days“DOUBLE GIGS”の2度目の再結成。同時に初のインストルメンタルアルバム「DROP DEAD MOTHERFUCKER」をTHE EYESCREAMのマニピュレーターを務めたCh@ppyと共に制作しリリースした。
2009年にD.TOMMY監督の映画「attitude」の音楽プロデューサーを務め、同年にD.TOMMY(COLOR)、沢田泰司(X JAPAN/D.T.R)、KENZI(THE DEAD POP STARS/ANTI FEMINISM)とTHE KILLING RED ADDICTIONを結成。GASTUNKのカバー“DEVIL”をiTunes配信し、2010年にはLA Hollywoodのライヴハウス“Whisky a go go”にて最初のライヴを敢行。その後国内で数本のライブを行い活動休止。
2010年3月からGASTUNK ARISE AGAIN TOURを敢行（ファイナルは7月24日リキッドルーム）、6月9日には新曲3曲を収めたシングル「DEADMAN'S FACE」をリリースした。また同時に全て独自によって制作したソロアルバム第２弾「51%Mutherfucker 49%Son of a Bitch.」もリリース。
弾き語りによるLIVE“DEEP BLUES GIGS”を始動。今も約2～3ヶ月に1度のペースで池尻大橋CHAD、六本木フェティシュバーDolcheなどで活動を続ける。
2011年12月にACID HEADよりソロアルバム「NEAT NEAT NEAT」をリリース。その後…海外を放浪、創作の旅に出る。
2013年1月にACID HEADよりソロアルバム「SOMEBODY KILL ME」をリリース。そして、Dr PAZZ(GASTUNK)、Ba WILD BEARのスリーピースでソロプロジェクトを結成した。3月に下北沢CLUB251にて30周年記念イベント”ELECTRIC CRAZYVo.1”を行った。同年の8月にメンバーチェンジ、Ba COOL JOE(DEAD END)、Dr 田村 圭(THE JACKS etc..)を迎える。後に2014年“THE DEADROCKS”となる。
2015年１月に”THE DEADROCKS”は活動休止。

## ディスコグラフィ
TATSUソロ作品
シングル
- I CAN ALONE DO IT I ALONE CAN IT （1986年　SEX69-007） EP
- COWBOY （1992年9月2日　BMGビクター/Ariola　BVDR-121） 1st
- DROP DEAD MOTHER FUCKER ～TATSU IS HERE （2006年11月08日　JGCA-5003） 2nd

アルバム
- ROCK LOVE （1992年9月9日　BMGビクター/Ariola　BVCR-97） 1st
- 51%Mutherfucker 49%Son of a bitch （2010年4月21日　DOC-448） 2nd
- Neat Neat Neat ～Tatsu is Here （ACID HEAD　AH-1101） 3rd
  - Neat Neat Neat Tatsu is Here∴ （2011年3月20日） 10曲入り
  - Neat Neat Neat Tatsu is Here （2011年12月25日再発売） 9曲入り
- SOMEBODY KILL ME （2013年1月16日　AH-1102） 4th

## その他の作品
GASTUNK
JACKS'N'JOKER
THE EYE SCREAM
- CREAM（1997年　ACIDHEAD）

## 参加作品
サウンドトラック
- いつかギラギラする日 ミュージック・ファイル（1994年12月21日　バップ　VPCD-81082）
JACKS'N'JOKERで参加。
- The Attitude original sound track（2008年7月23日　Tears Music　TEC-277777）
音楽監督：TAIJI　音楽プロデューサー：TATSU

## バンド歴
- DEAD COPS
- GASTUNK
- JACKS'N'JOKER
- D.T.R
- THE EYE SCREAM
- THE KILLING RED ADDICTION
- THE DEADROCKS
- PUNKTRONICA
- 湾岸の羊 / GOLDEN TRIANGLE